# Alvéologramme aérien
 (juin 2014).
En radiologie médicale, l'alvéologramme aérien est une manifestation sur cliché radiologique des alvéoles pleines d'air entourées d'alvéoles remplies de liquide. Il a la même signification que le bronchogramme aérien, cependant il est plus difficile à identifier.